# Cahiers d'art
Cahiers d'art  es una revista artística y literaria francesa fundada en 1926 por Christian Zervos. Se publicó hasta 1960 y, luego de una interrupción de más de cincuenta años, la revista reapareció en octubre de 2012.
Cahiers d'art también funciona como una editorial que publica numerosas monografías de artistas franceses o residentes en Francia de la primera mitad del siglo XX, incluido un catálogo razonado de las obras de Pablo Picasso elaborado por Christian Zervos. Finalmente Cahiers d'art es también una galería de arte moderno y contemporáneo fundada por Yvonne Zervos, esposa de Christian Zervos.

## Historia de la revista

### Bajo la dirección de Christian Zervos
La revista fue fundada en enero de 1926 por el crítico de arte Christian Zervos, primero tuvo su sede en París en la calle Bonaparte, aunque en noviembre se trasladó al  número 157 del Bulevar Saint-Germain antes de establecerse definitivamente en el número 14 de la calle del Dragón.
Los inicios coinciden con el descubrimiento en Francia de los movimientos artísticos de la Bauhaus, de Le Corbusier, de Kandinski y de Klee . Desde los años 1930 hasta la Segunda Guerra Mundial, la revista se dedicó principalmente a los artistas que vivían y trabajaban en París, así como a todos aquellos que marcaron la historia del arte del siglo XX, como Pablo Picasso, Alberto Giacometti, Georges Braque, Henri Matisse, Jean Arp, Alexander Calder, o Max Ernst .
La revista dejó de publicarse entre 1940 y 1944 durante la ocupación alemana. El primer número de posguerra está fechado como 1940-1944. Se dedica a una gran parte de los poetas y escritores de la Resistencia, incluido Vercors. Las ediciones de Cahiers d'art también publicaron la obra de poetas como Paul Éluard como su Livre Ouvert I (en 1940) y Livre Ouvert II (1942). Después de la Segunda Guerra Mundial, el psicoanalista Jacques Lacan publicó dos artículos sobre la lógica colectiva y Samuel Beckett, uno de sus primeros textos en francés, “La peinture des Van de Velde ou le monde et le pantalon (La pintura de los Van de Velde o el mundo y los pantalones)”.
La revista siempre se ha caracterizado por la calidad de sus artículos e ilustraciones que aseguraron la promoción del arte moderno en Francia durante treinta años. Entre los artistas que han sido objeto de más artículos se pueden citar a Pablo Picasso, Fernand Léger, Max Ernst, Raoul Dufy, Marc Chagall, Brancusi, Van Gogh, Paul Klee, Henri Laurens, Moholy-Nagy, Jean Lurçat, Joan Miró, Calder, Victor Brauner, De Chirico, Wolfgang Paalen, Marcel Duchamp, Man Ray o Philippe Bonnet . Estas colaboraciones dieron lugar a menudo a producciones originales de los artistas.
En 1960, cuando Cahiers d'art dejó de publicarse, Christian Zervos publicó 97 números  y más de cincuenta libros.

### Galería de arte "Cahiers d'art"
Paralelamente a esta actividad, Cahiers d'art es también una de las principales galerías de arte parisinas. Así, Christian e Yvonne Zervos estuvieron organizando entre dos y cinco exposiciones por año desde 1932 a 1970 en la galería de la calle del Dragón.
En 1979, Yves de Fontbrune (hijo de Marc de Fontbrune, colaborador de Christian Zervos) se hizo cargo de la dirección de la editorial y de la galería, asistido por su hermano Pierre de Fontbrune. Ambos logran mantener su funcionamiento. De ese modo, la casa participó muy activamente en la distribución del catálogo razonado de Pablo Picasso con sus 33 volúmenes y conocido como los “Zervos”. También organizaron numerosas exposiciones presentando obras de Vassily Kandinsky, Alexander Calder, Hans Bellmer, André Masson, Gaston-Louis Roux o las de artistas contemporáneos como Assadour, Zao Wou-Ki, Antonio Corpora o Marthe de la Presley. Yves de Fontbrune también ofreció una parte del archivo de Cahiers d'art al Centro Pompidou .

### Renacimiento deCahiers d'art
El coleccionista sueco Staffan Ahrenberg compró la editorial  y relanzó la publicación de la revista en octubre de 2012,. El primer número estuvo dedicado a Ellsworth Kelly y contenía una litografía original del artista. También presentó la obra de Cyprien Gaillard, Sarah Morris y Adrián Vilar Rojas, así como la arquitectura de Oscar Niemeyer según Tadao Ando .
La galería volvió a abrir con una ampliación de su espacio expositivo. En esas condiciones realizó su primera exposición bajo la dirección de Staffan Ahrenberg dedicada a Ellsworth Kelly y la siguiente se dedicó a Alexander Calder.
En 2013, tras el renacimiento de la revista, Cahiers d'art publicó Calder by Matter, un libro de fotografías de Herbert Matter que recorre la vida, la obra y la obra de Alexander Calder. En octubre de 2013, Cahiers d'art presentó una nueva exposición dedicada a Philippe Parreno que incluía dibujos del artista, así como una selección de dibujos de maestros como Francisco de Goya, Victor Hugo, Wassily Kandinsky, Ad Reinhardt, Richard Case, Liam Gillick, Matthew Barney, Koo Jeong A y John Cage, todos ellos fueron fuentes de inspiración para Parreno.
En 2014 apareció la nueva edición del catálogo de Pablo Picasso de Christian Zervos, comúnmente llamado “Zervos”  por los marchantes de arte y expertos del pintor. Disponible en francés o inglés por primera vez, este catálogo de más de 16000 obras en 33 volúmenes incluye correcciones realizadas por la Administración Picasso.
En marzo de 2014 apareció también el segundo número de la revista Cahiers d'art, numerado como 1-2 de 2013. Presentaba el trabajo de la artista Rosemarie Trockel, que creó especialmente para la revista un vinilo insertado en la revista, extraíble y plegable por el lector, así como una caja de plexiglás que contiene la edición limitada de la revista. Obras de Inge Mahn, Absalon, Le Corbusier, Fischli y Weiss, así como textos de Rolf Dieter Brinkmann, Hans-Ulrich Obrist, Brigid Doherty, Joan Simon y Jean-Louis Cohen completan el número. Con motivo de esta publicación, Cahiers d'art presentó una exposición de obras recientes de Rosemarie Trockel en sus galerías de la calle del Dragón en París.

## Algunos colaboradores
- Sigfried Giedion, director editorial responsable de la arquitectura moderna hasta 1932.
- Tériade, editor que trabajó con Christain Zervos hasta 1937 y su marcha para crear su propia revista Verve .
- Éric Allatini, encargado de cinematografía.

## Apéndices

### Archivos
- Fondos : Cahiers d'art (1925-1979) [documentos de textos, iconográficos e impresiones; 80 metros lineales de documentación]. París : Bibliothèque Kandinsky, Centre Pompidou (presentación en línea).
- Une parte de los archivos fotográficos de Cahiers d’art han sido donados al Instituto nacional de historia del arte.

### Enlace externo
Sitio web
- Datos: Q404601